# Whytockia tsiangiana
Whytockia tsiangiana är en tvåhjärtbladig växtart som först beskrevs av Hand.-mazz., och fick sitt nu gällande namn av A. Weber. Whytockia tsiangiana ingår i släktet Whytockia och familjen Gesneriaceae. Inga underarter finns listade i Catalogue of Life.